# Colpalombo
Colpalombo è una frazione del comune di Gubbio (PG).
Il paese è il secondo centro storico, per ordine d'importanza, nel territorio del comune di Gubbio e risulta abitato da 196 residenti (dati Istat, censimento 2001). Esso giace su un piccolo colle (424 m s.l.m.) che domina la prima parte della valle del fiume Chiascio.

## Storia
Risalgono al XII secolo le prime notizie sul Castello o Castrum Collis Palumbi, che già esisteva dall'XI secolo come borgo fortificato da mura e da una torre.
Comune indipendente, dal 1140 al 1160, in seguito ad una guerra, il paese passò sotto il dominio di Assisi.
Nella prima metà del XV secolo le fortificazioni vennero restaurate ed ampliate: nel 1465 un ospedale si trovava all'interno del paese.
I duchi Della Rovere di Urbino, nel XVI secolo, si interessarono circa lo stato di conservazione del borgo (che si trovava nel territorio eugubino da loro annesso al ducato), perché non più manutenuto dai tempi di Federico da Montefeltro che lo utilizzò anche come punto di ristoro durante le sue battute di caccia.
Nei secoli XIX e XX la struttura del piccolo centro è stata trasformata, ma rimangono ancora evidenti tracce del passato.

## Economia e manifestazioni
L'economia si basa sull'agricoltura e lo sfruttamento del legname boschivo.
Nei giorni precedenti al 24 giugno, san Giovanni, è ancora viva la tradizione di raccogliere fiori e piante profumate per produrre la cosiddetta acqua fiorata, con cui ci si dovrebbe lavare il viso la mattina, secondo la tradizione.
Nell'ultimo fine settimana di agosto si tiene una festa medievale con sfilata in abiti storici, giullari, spettacoli di fuoco e cena medievale. Durante le due giornate viene disputato il palio degli arcieri che vede opporsi gli arcieri del castello a quelli del contado. 

## Monumenti e luoghi d'arte
- Il Castello, con tracce dei basamenti delle torri, delle mura di cinta e della porta d'ingresso.
- Chiesa della Madonna del Trebbio, contenente un affresco di Matteo da Gualdo (XV secolo).
- Chiesa di S. Egidio, contenente una tela e una statua lignea raffigurante Sant’Antonio abate, entrambi di grande valore.

## Sport

### Associazioni sportive
- AS Plinio Colpalombo (calcio)
- Compagnia Arcieri Storici "Castrum Collis Palumbi" A.S.D. - tiro con l'arco storico e trazionale, rievocazioni medievali, affiliata CSEN, AICS e FITAST (Tiro con l'arco).